# Уряд Гаяни
Уряд Гаяни — вищий орган виконавчої влади Гаяни.

## Голова уряду
- Прем'єр-міністр — Мозес Вірасаммі Нагамуту (англ. Moses Veerasammy Nagamootoo).
- Віце-президент — Сідней Аллікок (англ. Sydney Allicock).
- Віце-президент — Карл Грінайдж (англ. Carl Greenidge).
- Віце-президент — Хемрадж Рамджаттан (англ. Khemraj Ramjattan).
- Державний міністр Гаяни — Джозеф Гармон (англ. Joseph Harmon).

## Кабінет міністрів
Склад чинного уряду подано станом на 10 серпня 2016 року.
| Логотип | Міністерство                                    | Міністр                                | Фото | Час на посаді | Час на посаді | Партія | Партія | Вебсайт |
| ------- | ----------------------------------------------- | -------------------------------------- | ---- | ------------- | ------------- | ------ | ------ | ------- |
|         | Міністерство громад                             | Рональд Булкан (Ronald Bulkan)         |      |               |               |        |        |         |
|         | Міністерство громадської безпеки                | Хемрадж Рамджаттан (Khemraj Ramjattan) |      |               |               |        |        |         |
|         | Міністерство громадянства                       | Вінстон Фелікс (Winston Felix)         |      |               |               |        |        |         |
|         | Міністерство державних телекомунікацій          | Кетрін Хаджес (Catherine Hughes)       |      |               |               |        |        |         |
|         | Міністерство закордонних справ                  | Карл Грінайдж (Carl Greenidge)         |      |               |               |        |        |         |
|         | Міністерство інфраструктури                     | Девід Паттерсон (David Patterson)      |      |               |               |        |        |         |
|         | Міністерство комерції                           | Домінік Гаскін (Dominic Gaskin)        |      |               |               |        |        |         |
|         | Міністерство освіти, культури, молоді та спорту | Руперт Рупнарін (Rupert Roopnarine)    |      |               |               |        |        |         |
|         | Міністерство охорони здоров'я                   | Джордж Нортон (George Norton)          |      |               |               |        |        |         |
|         | Міністерство природних ресурсів                 | Рафаель Тротман (Raphael Trotman)      |      |               |               |        |        |         |
|         | Міністерство соціального захисту                | Вольда Лоуренс (Volda Lawrence)        |      |               |               |        |        |         |
|         | Міністерство соціальної згуртованості           | Амма Еллі (Amma Ally)                  |      |               |               |        |        |         |
|         | Міністерство сільського господарства            | Ноель Холдер (Noel Holder)             |      |               |               |        |        |         |
|         | Міністерство у справах індіанців                | Сідні Аллікок (Sydney Allicock)        |      |               |               |        |        |         |
|         | Міністерство фінансів                           | Вінстон Джордан (Winston Jordan)       |      |               |               |        |        |         |
|         | Міністерство юстиції                            | Безіл Вільямс (Basil Williams)         |      |               |               |        |        |         |